# Четвертухин, Пётр Дмитриевич
Пётр Дмитриевич Четвертухин (27 июня 1905, хутор Бугры, область Войска Донского, Российская Империя — 19 ноября 1968, Харьков, УССР, СССР) — советский военачальник, полковник (1943).

## Биография
Родился [27 июня 1905 года на хуторе Бугры, ныне в Урюпинском районе Волгоградской области. Русский.

## Военная служба
В октябре 1927 года был призван в РККА и проходил службу в 64-м стрелковом полку 22-й Краснодарской стрелковой дивизии, курсант полковой школы, помощник командира взвода. С сентября 1929 года учился на ускоренных курсах подготовки командиров пехоты Украинского ВО в Киеве, затем был направлен в ПриВО на должность командира взвода 101-го стрелкового полка 34-й стрелковой дивизии. В октябре 1931 года переведён в 65-ю стрелковую дивизию, где был командиром комендантского взвода штаба дивизии, затем помощником командира роты 195-го стрелкового полка. Член ВКП(б) с 1931 года. С апреля 1934 года командовал ротой в 209-м стрелковом полку 70-й стрелковой дивизии. С октября 1936 года служил в 33-м стрелковом полку 11-й стрелковой дивизии ЛВО, занимал должности командира стрелковой роты и роты боевого обеспечения, помощника начальника штаба полка. В период с ноября 1937 по июль 1938 года находился на КУКС при Разведывательном управлении Генштаба Красной армии.
С декабря 1938 года начальник штаба 163-го стрелкового полка. С этим полком участвовал в Советско-финляндской войне 1939–1940 годов на петрозаводском направлении. За боевые заслуги был награждён орденом Красной Звезды. С декабря 1940 года начальник штаба 219-го стрелкового полка той же 11-й стрелковой дивизии, которая в это время дислоцировалась в ПрибОВО.

### Великая Отечественная война
В начале войны 23 июня 1941 года дивизия вошла в состав 8-й армии Северо-Западного фронта и участвовала в приграничном сражении в Прибалтике, во фронтовом контрударе, проводимом против мотомеханизированных частей 4-й танковой группы противника на шяуляйском направлении. В дальнейшем полк в составе дивизии отходил с боями по территории Эстонии вплоть до Ораниенбаума. В сентябре 1941 года в районе Петергофа в тяжелых оборонительных боях дивизии удалось окончательно остановить продвижение противника и перейти к ж`сткой обороне. 7 октября в районе города Старый Петергоф майор П. Д. Четвертухин был ранен в шею и голову и госпитализирован. По излечении был назначен заместителем командира этого же полка, который вёл боевые действия в составе 55-й армии Ленинградского фронта.
В декабре 1941 года был направлен в Уральский военный округ на должность командира 720-го стрелкового полка 162-й стрелковой дивизии, находившейся на формировании в Камышловских военных лагерях. По завершении формирования в марте 1942 года дивизия вошла в состав 28-й армии резерва Ставки ВГК, затем в апреле была подчинена Юго-Западному фронту. В мае того же года она в составе 28-й армии участвовала в Харьковском сражении. С начала июля дивизия входила в состав 38-й армии Юго-Западного, а с 12 июля – Сталинградского фронтов и участвовала в Воронежско-Ворошиловградской и Донбасской оборонительных операциях. После тяжёлых оборонительных боев в конце июля дивизия понесла большие потери и была расформирована, а подполковник П. Д. Четвертухин назначен командиром 29-го стрелкового полка 38-й стрелковой дивизии. В августе–октябре 1942 года её части в составе 64-й и 57-й армий Сталинградского фронта в ходе Сталинградской битвы вели тяжелые оборонительные бои на ближних подступах к Сталинграду, прикрывая город с юго-запада. В октябре П. Д. Четвертухин был назначен командиром 96-й отдельной стрелковой бригады, которая вела боевые действия на этом же направлении в составе 7-го стрелкового корпуса 64-й армии, в ноябре–декабре участвовала в контрнаступлении советских войск, в окружении и уничтожении сталинградской группировки противника. По завершении Сталинградской битвы личный состав бригады был обращён на доукомплектование 94-й гвардейской стрелковой дивизии, а П. Д. Четвертухин назначен заместителем командира этой дивизии. Летом и осенью 1943 года она в составе 35-го гвардейского стрелкового корпуса 69-й армии Воронежского, затем Степного и 2-го Украинского фронтов участвовал в Курской битве, битве за Днепр.
С 20 декабря 1943 по 9 января 1944 года исполнял должность командира 111-й стрелковой дивизии, части которой в составе 5-й гвардейской армии этого же фронта вели оборонительные бои в районе города Кировоград, затем участвовали в Кировоградской наступательной операции. С 9 января он вновь обратился к исполнению обязанностей заместителя командира 94-й гвардейской стрелковой дивизии. В мае 1944 года полковник П. Д. Четвертухин был направлен на учебу в Высшую военную академию им. К. Е. Ворошилова. По ее окончании с марта 1945 года состоял в распоряжении Военного совета 2-го Белорусского фронта, затем с 19 апреля командовал 199-й стрелковой дивизией. Её части в составе 121-го стрелкового корпуса 49-й армии участвовали в Берлинской наступательной операции.
За время войны был шесть раз упомянут благодарственных в приказах Верховного Главнокомандующего.

### Послевоенное время
После войны до октября 1945 года продолжал командовать той же дивизией, затем был назначен заместителем военного коменданта города Магдебург провинции Саксония Советской военной администрации в Германии. С июля 1946 года занимал должность заместителя военного коменданта района Бельциг Управления военного коменданта провинции Бранденбург. С апреля 1947 года находился в распоряжении Управления кадров Сухопутных войск, затем с июля проходил службу в Харьковском областном военкомате в должностях начальника отдела всевобуча и начальника 5-го отдела. В мае 1950 года освобожден от должности «по несоответствию» и зачислен в распоряжение командующего войсками Киевского ВО. С сентября 1950 года в запасе.

## Награды
- три ордена Красного Знамени (19.04.1944[5], 02.06.1945[6], 24.06.1948[7])
- орден Отечественной войны I степени (11.01.1944)[8]
- два ордена Красной звезды (22.05.1940[8], 03.11.1944[7])
- медали в том числе:
  - «За оборону Ленинграда»
  - «За оборону Сталинграда»
  - «За Победу над Германией в Великой Отечественной войне 1941—1945 гг.» (1945)

Приказы (благодарности) Верховного Главнокомандующего в которых отмечен П. Д. Четвертухин.
- За овладение главным городом Померании и крупным морским портом Штеттин, а также захват городов Гартц, Пенкун, Казеков, Шведт. 26 апреля 1945 года. № 344.
- За овладение городами Пренцлау, Ангермюнде — важными опорными пунктами обороны немцев в Западной Померании. 27 апреля 1945 года. № 348.
- За овладение городами Эггезин, Торгелов, Пазевальк, Штрасбург, Темплин — важными опорными пунктами обороны немцев в Западной Померании. 28 апреля 1945 года. № 350.
- За овладение городами Грайфсвальд, Трептов, Нойштрелитц, Фюрстенберг, Гранзее — важными узлами дорог в северо-западной части Померании и в Мекленбурге. 30 апреля 1945 года. № 352.
- За овладение городами Штральзунд, Гриммен, Деммин, Мальхин, Варен, Везенберг — важными узлами дорог и сильными опорными пунктами обороны немцев. 1 мая 1945 года. № 354.
- За овладение городами Барт, Бад-Доберан, Нойбуков, Варин, Виттенберге и за соединение на линии Висмар, Виттенберге с союзными нам английскими войсками. 3 мая 1945 года. № 360.